# Vasilij Vasil'evič Dokučaev
Vasilij Vasil'evič Dokučaev (in russo Василий Васильевич Докучаев?; Miljukovo, 1º marzo 1846 – San Pietroburgo, 8 novembre 1903) è stato un geografo e pedologo russo.
Viene considerato il "padre" della pedologia o scienza del suolo, a causa dei suoi numerosi studi riguardanti i suoli della Russia, capisce infatti che le diversità tra i suoli seguivano le variazioni del clima; questa attività di pubblicazione ebbe inizio nel 1883, quando diede alle stampe un trattato che aveva per argomento i černozëm, le famose terre nere della steppa russa. Con i suoi studi e le sue pubblicazioni pose le basi della classificazione russa dei suoli.